# سيدريك دوتشسن
سيدريك دوتشسن (بالفرنسية: Cédric Duchesne)‏ هو لاعب كرة قدم فرنسي، ولد في 12 أكتوبر 1975 في كاين في فرنسا. لعب مع نادي إستر ونادي كاين ونادي كريتيل ونادي مارتيغ ونيم أولمبيك.

## وصلات خارجية
- سيدريك دوتشسن على موقع قاعدة بيانات كرة القدم.إي يو (الإنجليزية)
- سيدريك دوتشسن على موقع ليكيب (الفرنسية)